# Pierre Le Tellier (musicien)
Pour les articles homonymes, voir Le Tellier.
Pierre Le Tellier est un compositeur français, actif à la cathédrale Saint-Étienne de Châlons-en-Champagne au milieu du XVIIe siècle.

## Biographie
Les mentions portées au titre de sa messe parue en 1642 le disent maître de chapelle de l’église cathédrale de Châlons-en-Champagne. Il est encore à ce poste en juin 1662, au moment où il offre une messe de sa composition au chapitre de la Cathédrale Saint-Pierre-et-Saint-Paul de Troyes. Il reçoit pour cela la gratification d’un louis d’or valant 13 lt, gratification qui inclut l’assistance qu’il donne au chapitre pour la fête de Saint-Pierre.

## Œuvres
- Missa quatuor vocum ad imitationem moduli Domine quis habitabit. authore M. Petro le Tellier insignis ecclesiæ cathalaunensis simphonieta simphoniarca. - Paris : Robert III Ballard, 1642. In-folio. Guillo 2003 n° 1642-F.
Édition perdue, attesté par les catalogues de la maison Ballard et les notes de Sébastien de Brossard. Il y avait un motet Domine salvum fac Regem à la fin.

- Missa Allons gayement, à cinq parties[2]. - Paris : Robert III Ballard, date inconnue. In-folio. Guillo 2003 n° ND-39.
Édition perdue, attestée par les catalogues de la maison Ballard et les archives de la maîtrise de la cathédrale de Rouen.